# Pošepnýita
La pošepnýita és un mineral de la classe dels sulfurs que pertany al grup de la tetraedrita. Rep el nom en honor de František Pošepný (30 de març de 1836, Jilemnice - 27 de març de 1895, Viena), un famós geòleg, sovint considerat el pare de la geologia econòmica moderna.

## Característiques
La pošepnýita és un selenur de fórmula química (Cu+₃◻₃)(Hg2+₄Cu+₂)Sb₄Se₁₂(Se0.5◻0.5). Va ser aprovada com a espècie vàlida per l'Associació Mineralògica Internacional l'any 2018, sent publicada per primera vegada el 2020. Cristal·litza en el sistema isomètric. La seva duresa a l'escala de Mohs oscil·la entre 3,5 i 4. Sembla ser l'anàleg amb Hg₄Cu₂ de la hakita-(Hg).
Les mostres que van servir per a determinar l'espècie, el que es coneix com a material tipus, es troben conservades a les col·leccions mineralògiques del Museu Nacional de Praga (República Txeca), amb el número de catàleg: p1p 15/2015, i al Museu Miner de la República Txeca, amb el número de catàleg: 1/2016.

## Formació i jaciments
Va ser descoberta a la mina Uranium No. 16, a la localitat de Háje, dins el districte de Příbram (Bohèmia Central, República Txeca), on es troba com a gans idiomòrfics a hipidiomòrfics de fins a 100 μm de mida, associada a altres minerals com: uraninita, tetraedrita-(Zn), přibramita, hakita-(Hg), ferroselita, dzharkenita, calcita i antimonselita. Aquesta mina txeca és l'únic indret de tot el planeta on ha estat descrita aquesta espècie mineral.